# رافاييل مونتالفو
رافاييل مونتالفو (بالإنجليزية: Rafael Montalvo)‏ هو لاعب كرة قاعدة أمريكي، ولد في 31 مارس 1964 في ريو بيدراس ‏ في بورتوريكو.

## وصلات خارجية
- رافاييل مونتالفو على موقعبيزبول رفرنس.كوم (الدوري الرئيسي) (الإنجليزية)
- رافاييل مونتالفو على موقعبيزبول رفرنس.كوم (الدوري الثانوي) (الإنجليزية)